# Иван Прешленков
Вижте пояснителната страница за други личности с името Иван Наумов.
Иван (Янко, Яне) Наумов Прешленков, известен и само като Иван Наумов, е български революционер и строител от Късното българско възраждане в Македония.

## Биография
Роден е в костурското село Смърдеш, тогава в Османската империя, днес в Гърция. Влиза във Вътрешната македоно-одринска революционна организация, като действа с Георги Шиперков, Ставро Калабуров и Иван Грежов. Заместник-знаменосец е на Дъмбенската центрова чета.
Като строител работи с Христо Бурдашев и Иван Дудумов от Косинец укрепления по Дарданелите. След това в 1903 – 1907 година изпълнява строителните работи по мавзолея „Свети Георги“ в Плевен.  Иван Наумов е един от строителите на катедралата „Свети Александър Невски“ в София.
Като деец на Костурското братство на 23 април 1913 година, в навечерието на Междусъюзническата война, заедно с още 13 души от тези околии подписва „Мемоар от костурско-леринско-кайлярската емиграция в София“, в който се твърди, че Македония е българска област и се настоява за пръсъединяване на Костурско, Леринско и Кайлярско към България. В „Мемоара“ се казва:
| „ | Ако Крит с цената на своите епически борби, си извоюва отдавна правото да бъде неразделна част от гръцкото отечество и Гърция никога и за нищо не би се отрекла от него, то нашият роден край е запачетал своето единство с България чрез страданията и сълзите на едно измъчено население, члез кръвта на хиляди, пролята в името на българската национална идея. И днес, когато българското племе даде нови, скъпи жертви за съкрушение на вековния общ враг на балканските народи, България има повелителен дълг да събере всички български земи, да се пожертвува нито един кът от тях, толкоз повече от ония, които през толкоз изпитания високо са държали знамето на народния идеал. | “ |

Къщата на Иван Наумов в София на улица „Шипка“ 3, на кръстовището със „Сан Стефано“, е един от образците на виенския сецесион в столицата. Проектирана е през 1911 година от архитект Никола Юруков, също от Костурско, съидейник революционер.